# Lost City II (Stargate SG-1)
Lost City II (Ciudad Perdida, Parte 2) es el vigésimo segundo episodio de la séptima temporada de la serie de televisión de ciencia ficción Stargate SG-1, y el episodio N.º 154 de toda la serie.

## Trama
En el SGC, Daniel intenta que O'Neill trate de comprender el lenguaje de los Antiguos conscientemente, pero Jack se muestra poco dispuesto a colaborar, diciendo que cuando comience a hablar antiguo, no podrá comprenderlo él mismo (Por eso, cuando él utiliza la palabra "fron", en vez de cabeza, no se da cuenta de que lo hizo). Molesto, Daniel le quita a Jack el crucigrama que estaba completando, y descubre que éste escribió "Praclarush" y "Taonas", dos palabras aparentemente antiguas. Daniel sospecha que como las escribió en las casillas de "etiqueta" (nombre) y "esfera" (planeta), se refiere al nombre del planeta donde se halla la Ciudad Perdida.
Más adelante, mientras Daniel le dice a Jack y a Sam que Praclarush Taonas significa "perdida en el fuego", O'Neill señala el símbolo del Portal para la Tierra y dice "At". Daniel concluye, tras mostrarle otro símbolo (shh), que cada símbolo del Stargate posee un sonido, formando un alfabeto; At es la pronunciación del símbolo de la Tierra, y las palabras Praclarush Taonas At corresponden a la dirección del Portal hacia la Ciudad Perdida. Sin embargo, descubren que ya habían intentado marcar a ese planeta hace dos años, sin éxito alguno; para llegar necesitan de una nave, pero con Anubis en camino no pueden disponer del Prometheus. No obstante, Teal'c y Bra'tac logran que un Jaffa llamado Ronan les preste su Tel'tak, a cambio de acompañarlos.Ellos y el SG-1 parten entonces rumbo a Praclarush Taonas, llevando un montón de equipamiento que O'Neill seleccionó, sin saber porque. Durante el viaje él modifica los motores, dando más velocidad a la nave. Mientras hace esto, Samantha le dice que Hammond la autorizó para tomar el mando del SG-1, si es que el estado del Coronel llegaba a un punto crítico. Debido a las circunstancias, O'Neill decide darle el mando inmediatamente.
Anubis ordena a sus naves de avanzada comenzar el ataque a la Tierra. El capitán de destructor Spruance alcanza a reportar que el portaaviones USS Nimitz y un crucero de su grupo de batalla son destruidos, antes de perder la comunicación.
El SG-1 llega a su destino y encuentra un planeta cubierto de lava. Carter deduce que como O'Neill empaco los trajes Hazmat, él sabía de las condiciones del lugar. Luego, le ordena al Coronel que explore la superficie del planeta, encontrando pronto una cúpula, que según Carter parece media esfera perfecta de roca fundida.
Mientras SG-1 desciende usando los anillos de transporte, Bra'tac y Ronan se quedan en la nave. El equipo alcanza una sala con una silla en el centro; O'Neill se sienta ella, y coloca sus manos sobre los controles en los apoyabrazos. La atmósfera del lugar se vuelve segura, y él se quita la capucha de su traje. Jack entonces activa un mapa holográfico que muestra a la Tierra de hace miles de años y dice dos palabras: "Terra, Atlantis". Entre Daniel y Carter determinan que la ciudad que buscan es la legendaria Ciudad Perdida de la Atlántida. O'Neill luego señala la Antártida, y dice "Subo Glacius", lo que Daniel traduce como "Bajo el hielo". Al comprender que allí está lo que buscan, Daniel y Sam se muestran indignados con el hecho de haber viajado solo para descubrir que tienen que volver. Tras responderles con un "no", Jack vuelve a ponerse el casco, apaga los sistemas, y del suelo saca un objeto brillante que al parecer es una fuente de energía. 
Carter da la señal a Bra'tac para sacarlos antes de que la estructura colapse, pero entonces éste es atacado por Ronan, quien revela ser un espía de Anubis. Aunque severamente herido, Bra'tac mata a Ronan y logra subir al SG-1 con los anillos. Él le dice a Teal'c que tal vez no sobreviva debido a la herida, pero O'Neill coloca entonces su mano sobre ésta y lo sana, demostrando que posee el poder sanador de los Antiguos.
En la Casa Blanca, Anubis aparece como un holograma ante el Presidente Hayes, y demanda la rendición de la Tierra. Hayes, sin embargo, lo desafía respondiéndole que lucharan hasta el final, e incluso le ofrece a Anubis aceptar su rendición. Ante esto, más de 30 naves Ha'tak Goa'uld salen del hiperespacio y rodean el planeta.
El Vicepresidente Kinsey solicita la evacuación al Sitio Alfa, pero tanto el Presidente como sus asesores civiles y militares deciden quedarse, siendo Kinsey el único que se va. Hayes le dice al General Hammond que si él no quiere huir tampoco, entonces le tiene un trabajo especial. 
El Presidente luego es informado que las naves han destruidos importantes centros de comunicación mundial, y que las autoridades tratan de calmar a la población diciendo que enfrentan una lluvia de meteoros. Hayes ordena entonces que lancen a Prometeo.
Mientras en el Tel'tak, O'Neill esta modifica los anillos de transporte, Bra'tac informa de la presencia de la flota de Anubis en la Tierra. Para atravesarla, la nave sale del hiperespacio lo más cerca posible de la atmósfera; es una peligrosa maniobra, que sin embargo tiene éxito. 
En el CSG, el vicepresidente Kinsey se encuentra hablando con la Dra. Weir, listo para ir al Sitio Alfa, cuando toda la energía de la sala del Portal se va. Rápidamente Elizabeth ordena a un soldado cerrar manualmente el Iris. Kinsey le exige dejarlo ir, pero un momento después el Portal se activa, sintiéndose una fuerte explosión que lo golpea; Anubis ha marcado para entrar y nadie podrá irse. En ese minuto se recibe un mensaje del SG-1 y Weir parte a leerlo, a pesar de las peticiones de Kinsey.
En su oficina, Elizabeth Weir habla con el Presidente y le dice que la mejor opción que tienen es mandar al Prometeo a proteger al SG-1, para que terminen su misión. Kinsey interrumpe intentando relevar a Weir y tomar el mando, pero Hayes lo detiene y le dice que acepta su renuncia, ya que él ya se enteró de todas las acciones ilícitas que Kinsey ha hecho. Tras esto, el Presidente conviene con el plan de Weir.
En la Antártida, Jack posiciona el Tel'tak y con los anillos de transporte modificados perfora un hoyo en el hielo. Bra’tac pronto detecta varios Al'kesh y planeadores de la muerte acercándose listos para disparar. Luego informa que más naves se aproximan desde la dirección contraria. Carter esta por informar de ello a O'Neill, cuando Bra'tac le aclara que no son naves Goa'uld. El equipo entonces observa al Prometeo, bajo el mando del Gral. Hammond, y una flota de F-302 aparecer y enfrentarse a las naves Goa'uld en una espectacular batalla aérea. Hammond ordena defender el Tel'tak a toda costa. El SG-1 aprovecha esto y por medio de los anillos, bajan a una especie de base, parecida a la de Praclarush Taonas. Allí, O’Neill encuentra un compartimento y pronuncia la palabra "Dormata", que Daniel traduce como "dormir". Jack entonces va hacia una silla parecida a la del planeta Praclarush y reemplaza la fuente de energía agotada por la nueva traída.
En la superficie, Bra'tac retira al Tel'tak de su posición y Hammond ordena al Prometeo fijar curso hacia la nave nodriza de Anubis, mientras es atacado por las Ha'tak en orbita. 
Dos guerreros Kull aprovechan entonces para descender a la base Antigua, donde empiezan a atacar al SG-1. 
Mientras el resto defienden, O'Neill se sienta en la silla, y activa miles de drones. Estas eliminan a los súper-soldados y ascienden a la superficie destruyendo todos los planeadores de la muerte en su camino hacia el espacio; las armas evitan al Prometeo, el cual se dirigía hacia la nave insignia, y acaban con Anubis y su flota.
Mientras en el recinto bajo el hielo, O'Neill queda inconsciente por el esfuerzo, Hammond en el Prometeo informa al presidente que el enemigo fue destruido. Tras unos minutos, Samantha logra despertar a Jack, quien señala la necesidad de ser colocado en la cámara que señaló antes. Una vez dentro, O'Neill les dice a todos "Aveo amacuse", lo que Daniel traduce como "Adiós", activándose en ese momento la cámara, y quedando O'Neill congelado. A punto de llorar, Carter se niega a dejarlo así, y le dice a Daniel que la respuesta para salvarlo está allí, pero éste le responde que no es "allí"; la base es muy pequeña para ser la Ciudad Perdida; más bien es un puesto de avanzada Antiguo como el de Praclarush. 
En tanto Teal'c se pregunta donde esta realmente la Ciudad Perdida, la Mayor Samantha Carter termina poniendo su mano en la cámara de éxtasis, mirando con tristeza el rostro sereno del Coronel Jack O'Neill.

## Artistas invitados
- William Devane como el Presidente Henry Hayes.
- Jessica Steen como la Doctora Elizabeth Weir.
- Tony Amendola como Bra'tac.
- David Palffy como Anubis.
- Gary Jones como Walter Harriman.
- Ronny Cox como el Vicepresidente Robert Kinsey.
- Michael Adamthwaite como Herak.
- James McDaniel como General Francis Maynard.
- General John P. Jumper como el mismo.
- Marc Worden como Ronan.
- Ingrid Kavelaars como la Mayor Erin Gant
- Dan Payne como Guerrero Kull.
- Colleen Winton como Consejera de Seguridad Nacional.
- John Prowse como Coronel Pearson.
- Peter Kufluk como Técnico #2.
- Kurt Max Runte como Kirkland.
- Finn Michael como Capitán.